# Гонка століття
«Гонка століття» — британська біографічна драма про авантюриста та яхтсмена Дональда Кроугерста, який вирішує взяти участь у перегонах за приз «Золотий глобус», сподіваючись тим самим врятувати свою фірму від боргів і банкрутства.

## Сюжет
Відомий яхтсмен Френсіс Чичестер на ярмарку оголошує про нову регату. Там же Дональд Кроугерст рекламує свій винахід — електронний навігатор. Справи у його компанії йдуть кепсько, замовлень мало. В нього виникає ідея взяти участь у перегонах. Дональд знаходить підтримку в успішного підприємця Стенлі Бреста. За його фінанси починається будівництво яхти. Крім того, редакція «Санді таймс» погоджується на репортажі Кроугерста з борту «Тінмут-Електрон».
Будівництво яхти йде повільно, терміни виходу в море постійно переносяться. Додаткове фінансування на будівництво Дональд отримує лише після укладання договору, за яким будинок та компанія Кроугерста, у випадку програшу, перейде у власність Бреста. Інвестор відмовляє у черговому перенесенні терміну й Дональд Кроугерст змушений почати перегони, хоча яхта була незакінчена.
Кроугерст одразу стикається з проблемами, як і попереджали корабели, на судні виникають протікання. Через намокання деяке обладнання псується. До того ж Брест незадоволений швидкістю, а редакція вважає повідомлення з борту нецікавими.
У відчаї Дональд починає повідомляти неправдиві дані, значно перевищуючи свою реальну швидкість. Родина радіє та пишається ним. Він вирішує вимкнути рацію, щоб його не викрили. Тим часом дружина Клер перебуває у скрутному фінансовому становищі.
Неподалік від берегів Аргентини «Тінмут-Електрон» через пробоїну пристає до берега. Берегова охорона допитує Кроугерста, але відпускає. Один суперник фінішує, але йому не вдалося побити рекорд Чичестера. Дональд вирішує фінішувати третім, щоб уникнути перевірки суднового журналу. Але судно останнього учасника перегонів перевертається. Кроугерст розуміє, що його викриють.
10 липня 1969 року яхту Кроугерста знайшли порожньою, вона дрейфувала в Саргасовому морі з журналами на борту. Записи в них можна було трактувати, як свідоцтво безумства Кроугерста, можливо він скоїв самогубство.
Записи доставляють в Англію. Не зважаючи на вчинок чоловіка, Клер Кроугерст заявляє, що все одно його кохає і звинувачує всіх в його смерті. Переможець жертвує призові кошти родині загиблого.

## У ролях
| Актор           | Роль              |
| --------------- | ----------------- |
| Колін Ферт      | Дональд Кроугерст |
| Рейчел Вайс     | Клер Кроугерст    |
| Девід Тьюліс    | Родні Голлворт    |
| Кен Скотт       | Стенлі Бест       |
| Джонатан Бейлі  | Вілер             |
| Едріан Шиллер   | Елліот            |
| Олівер Малтмен  | Деніс Гербстейн   |
| Саймон Макберні | Френсіс Чичестер  |
| Кіт Коннор      | Джеймс Кроугерст  |
| Елеонор Стагг   | Рейчел Кроугерст  |

## Створення фільму

### Виробництво
Зйомки фільму проходили в Великій Британії та на Мальті.

### Знімальна група
- Кінорежисер — Джеймс Марш
- Сценарист — Скотт З. Бернс
- Кінопродюсери — Грем Бродбент, Скотт З. Бернс, Пітер Чернін, Ніколас Мовернай, Жак Перрен
- Кінооператор — Ерік Готьє
- Кіномонтаж — Джинкс Годфрей, Джоан Собел
- Композитор — Йоганн Йоганнссон
- Художник-постановник — Джон Генсон
- Підбір акторів — Люсі Біван, Олівія Скотт-Вебб[3].

## Сприйняття
Фільм отримав змішані відгуки. На сайті Rotten Tomatoes оцінка стрічки становить 76 % на основі 66 відгуків від критиків (середня оцінка 6,2/10) і 31 % від глядачів із середньою оцінкою 3,1/5 (268 голосів). Фільму зарахований «стиглий помідор» від кінокритиків та «розсипаний попкорн» від глядачів, Internet Movie Database — 6,0/10 (4 038 голосів), Metacritic — 61/100 (16 відгуків критиків).